# 302 Dywizja Strzelecka (ZSRR)
302 Dywizja Strzelecka (ros. 302-я стрелковая дивизия) – związek taktyczny (dywizja) Armii Czerwonej z okresu II wojny światowej.
Sformowana w 1942. Broniła Krymu i Stalingradu. W 1945 roku razem z 9 Dywizją Strzelecką i 107 Dywizją Strzelecką wchodziła w skład 28 Korpusu Strzeleckiego. W czasie walk na ziemiach polskich 302 DS dowodził płk Aleksandr Klimienko. Dywizja uczestniczyła m.in. w ofensywie Armii Czerwonej rozpoczętej 12 stycznia 1945 roku, biorąc udział w przełamaniu niemieckich fortyfikacji Stellung a2.

## Struktura organizacyjna
Skład w 1945 roku:
- 823 Pułk Strzelecki
- 825 Pułk Strzelecki
- 827 Pułk Strzelecki